# Světový pohár v biatlonu 2011/2012
Světový pohár v biatlonu 2011/2012 byl 35. ročník Světového poháru pořádaný Mezinárodní biatlonovou unií (IBU). Sezóna začala 30. listopadu 2011 ve švédském Östersundu a skončila 18. března 2012 v ruském Chanty-Mansijsku. Součástí světového poháru bylo mistrovství světa konané od 1. do 11. března 2012 v německém Ruhpoldingu.
Vítězství z předcházející sezóny obhajovali Nor Tarjei Bø a Finka Kaisa Mäkäräinenová, kteří však vítězství nebohájili. Mezi muži triumfoval poprvé Francouz Martin Fourcade, v ženské soutěži se potřetí a naposledy radovala Němka Magdalena Neunerová. Stala se teprve druhou biatlonistkou po Magdalena Forsbergové, která dokázala celkového pořadí ovládnout více než dvakrát. JIž v průběhu sezóny však avizovala, že se jedná o její poslední sezónu v roli profesionální sprotovkyně.

## Program
Kompletní program Světového poháru v biatlonu 2010/11:
| Místo konání         | Datum konání                   | Sprint | Stíhací závod | Závod s hromadnýmstartem | Vytrvalostní závod | Štafeta | Smíšená štafeta |
| -------------------- | ------------------------------ | ------ | ------------- | ------------------------ | ------------------ | ------- | --------------- |
| Östersund            | 30. listopadu–4. prosince 2011 | ●      | ●             |                          | ●                  |         |                 |
| Hochfilzen           | 9.–11. prosince 2011           | ●      | ●             |                          |                    | ●       |                 |
| Hochfilzen           | 15.–18. prosince 2011          | ●      | ●             |                          |                    |         | ●               |
| Oberhof              | 4.–8. ledna 2012               | ●      |               | ●                        |                    | ●       |                 |
| Nové Město na Moravě | 11.–15. ledna 2012             | ●      | ●             |                          | ●                  |         |                 |
| Anterselva           | 19.–22. ledna 2012             | ●      |               | ●                        |                    | ●       |                 |
| Oslo Holmenkollen    | 2.–5. února 2012               | ●      | ●             | ●                        |                    |         |                 |
| Kontiolahti          | 10.–12. února 2012             | ●      | ●             |                          |                    |         | ●               |
| Ruhpolding (MS)      | 1.–11. března 2012             | ●      | ●             | ●                        | ●                  | ●       | ●               |
| Chanty-Mansijsk      | 16.–18. března 2012            | ●      | ●             | ●                        |                    |         |                 |
| Celkově: 63 závodů   | Celkově: 63 závodů             | 10     | 8             | 5                        | 3                  | 4       | 3               |

## Výsledky

### Muži

#### Individuální závody
| Datum konání                                             | Místo konání           | Disciplína                | Vítěz                | Druhé místo                  | Třetí místo         | Česká účast                                                                                     | Detaily |
| -------------------------------------------------------- | ---------------------- | ------------------------- | -------------------- | ---------------------------- | ------------------- | ----------------------------------------------------------------------------------------------- | ------- |
| 30. 11. 2011                                             | Östersund, Švédsko     | Vytrvalostní závod        | Martin Fourcade      | Michal Šlesingr              | Simon Schempp       | 2. Michal Šlesingr 17. Jaroslav Soukup 23. Tomáš Holubec 47. Zdeněk Vítek 70. Ondřej Moravec    |         |
| 2. 12. 2011                                              | Östersund, Švédsko     | Sprint                    | Carl Johan Bergman   | Tarjei Bø                    | Emil Hegle Svendsen | 7. Jaroslav Soukup 8. Michal Šlesingr 36. Zdeněk Vítek 48. Ondřej Moravec 87. Tomáš Holubec     |         |
| 4. 12. 2011                                              | Östersund, Švédsko     | Stíhací závod             | Martin Fourcade      | Emil Hegle Svendsen          | Jaroslav Soukup     | 3. Jaroslav Soukup 12. Michal Šlesingr 25. Ondřej Moravec 51. Zdeněk Vítek                      |         |
| 9. 12. 2011                                              | Hochfilzen, Rakousko   | Sprint                    | Carl Johan Bergman   | Andrej Makovjev              | Benjamin Weger      | 12. Michal Šlesingr 25. Zdeněk Vítek 58. Jaroslav Soukup 59. Ondřej Moravec 69. Tomáš Holubec   |         |
| 10. 12. 2011                                             | Hochfilzen, Rakousko   | Stíhací závod             | Emil Hegle Svendsen  | Tarjei Bø                    | Benjamin Weger      | 28. Michal Šlesingr 36. Zdeněk Vítek 41. Ondřej Moravec 50. Jaroslav Soukup                     |         |
| 15. 12. 2011                                             | Hochfilzen, Rakousko   | Sprint                    | Tarjei Bø            | Martin Fourcade              | Timofej Lapšin      | 9. Tomáš Holubec 25. Jaroslav Soukup 42. Zdeněk Vítek 64. Michal Šlesingr 68. Ondřej Moravec    |         |
| 17. 12. 2011                                             | Hochfilzen, Rakousko   | Stíhací závod             | Andreas Birnbacher   | Ole Einar Bjørndalen         | Simon Fourcade      | 19. Jaroslav Soukup 35. Tomáš Holubec 37. Zdeněk Vítek                                          |         |
| 7. 1. 2012                                               | Oberhof, Německo       | Sprint                    | Arnd Peiffer         | Simon Fourcade               | Jevgenij Usťugov    | 9. Michal Šlesingr 47. Tomáš Holubec 57. Ondřej Moravec 71. Jaroslav Soukup                     |         |
| 8. 1. 2012                                               | Oberhof, Německo       | Závod s hromadným startem | Andreas Birnbacher   | Simon Fourcade               | Emil Hegle Svendsen | 19. Jaroslav Soukup 22. Michal Šlesingr                                                         |         |
| 12. 1. 2012                                              | Nové Město, Česko      | Vytrvalostní závod        | Andrej Makovjev      | Emil Hegle Svendsen          | Björn Ferry         | 14. Jaroslav Soukup 20. Ondřej Moravec 53. Zdeněk Vítek 61. Tomáš Holubec 75. Michal Šlesingr   |         |
| 14. 1. 2012                                              | Nové Město, Česko      | Sprint                    | Emil Hegle Svendsen  | Simon Fourcade               | Martin Fourcade     | 17. Michal Šlesingr 23. Ondřej Moravec 29. Jaroslav Soukup 60. Zdeněk Vítek 80. Tomáš Holubec   |         |
| 15. 1. 2012                                              | Nové Město, Česko      | Stíhací závod             | Anton Šipulin        | Martin Fourcade Arnd Peiffer |                     | 22. Ondřej Moravec 31. Jaroslav Soukup 32. Michal Šlesingr 51. Zdeněk Vítek                     |         |
| 20. 1. 2012                                              | Rasen-Antholz, Itálie  | Sprint                    | Fredrik Lindström    | Jevgenij Garaničev           | Martin Fourcade     | 14. Michal Šlesingr 26. Ondřej Moravec 70. Jaroslav Soukup 71. Zdeněk Vítek 82. Tomáš Holubec   |         |
| 21. 1. 2012                                              | Rasen-Antholz, Itálie  | Závod s hromadným startem | Andreas Birnbacher   | Anton Šipulin                | Martin Fourcade     | 5. Michal Šlesingr 7. Jaroslav Soukup                                                           |         |
| 2. 2. 2012                                               | Oslo, Norsko           | Sprint                    | Jevgenij Garaničev   | Arnd Peiffer                 | Emil Hegle Svendsen | 14. Michal Šlesingr 18. Ondřej Moravec 32. Zdeněk Vítek 50. Jaroslav Soukup 64. Tomáš Holubec   |         |
| 4. 2. 2012                                               | Oslo, Norsko           | Stíhací závod             | Arnd Peiffer         | Emil Hegle Svendsen          | Jevgenij Garaničev  | 9. Michal Šlesingr 46. Ondřej Moravec                                                           |         |
| 5. 2. 2012                                               | Oslo, Norsko           | Závod s hromadným startem | Emil Hegle Svendsen  | Andreas Birnbacher           | Jevgenij Garaničev  | 21. Michal Šlesingr 24. Jaroslav Soukup                                                         |         |
| 11. 2. 2012                                              | Kontiolahti, Finsko    | Sprint                    | Martin Fourcade      | Timofej Lapšin               | Benjamin Weger      | 27. Ondřej Moravec 34. Michal Šlesingr 56. Lukáš Kristejn 71. Jaroslav Soukup 73. Michal Krčmář |         |
| 12. 2. 2012                                              | Kontiolahti, Finsko    | Stíhací závod             | Ole Einar Bjørndalen | Martin Fourcade              | Dmitrij Malyško     | 24. Michal Šlesingr 34. Ondřej Moravec 44. Lukáš Kristejn                                       |         |
| Mistrovství světa (1. 3. - 11. 3.) - započítává se do SP |                        |                           |                      |                              |                     |                                                                                                 |         |
| 3. 3. 2012                                               | Ruhpolding, Německo    | Sprint                    | Martin Fourcade      | Emil Hegle Svendsen          | Carl Johan Bergman  | 18. Ondřej Moravec 25. Michal Šlesingr 43. Jaroslav Soukup 64. Zdeněk Vítek                     |         |
| 4. 3. 2012                                               | Ruhpolding, Německo    | Stíhací závod             | Martin Fourcade      | Carl Johan Bergman           | Anton Šipulin       | 15. Ondřej Moravec 21. Jaroslav Soukup 29. Michal Šlesingr                                      |         |
| 6. 3. 2012                                               | Ruhpolding, Německo    | Vytrvalostní závod        | Jakov Fak            | Martin Fourcade              | Jaroslav Soukup     | 3. Jaroslav Soukup 6. Michal Šlesingr 12. Ondřej Moravec 33. Tomáš Holubec                      |         |
| 11. 3. 2012                                              | Ruhpolding, Německo    | Závod s hromadným startem | Martin Fourcade      | Björn Ferry                  | Fredrik Lindström   | 11. Jaroslav Soukup 12. Michal Šlesingr 13. Ondřej Moravec                                      |         |
| Konec Mistrovství světa                                  |                        |                           |                      |                              |                     |                                                                                                 |         |
| 16. 3. 2012                                              | Chanty-Mansijsk, Rusko | Sprint                    | Martin Fourcade      | Arnd Peiffer                 | Fredrik Lindström   | 13. Michal Šlesingr 29. Ondřej Moravec 49. Jaroslav Soukup 50. Zdeněk Vítek 78. Lukáš Kristejn  |         |
| 17. 3. 2012                                              | Chanty-Mansijsk, Rusko | Stíhací závod             | Martin Fourcade      | Arnd Peiffer                 | Emil Hegle Svendsen | 6. Michal Šlesingr 19. Ondřej Moravec 44. Zdeněk Vítek 53. Jaroslav Soukup                      |         |
| 18. 3. 2012                                              | Chanty-Mansijsk, Rusko | Závod s hromadným startem | Emil Hegle Svendsen  | Arnd Peiffer                 | Anton Šipulin       | 13. Michal Šlesingr 14. Ondřej Moravec 29. Jaroslav Soukup                                      |         |

#### Závody štafet
| Datum konání                       | Místo konání          | Disciplína | Vítěz                                                                     | Druhé místo                                                               | Třetí místo                                                                | Česká účast                                                           | Detaily |
| ---------------------------------- | --------------------- | ---------- | ------------------------------------------------------------------------- | ------------------------------------------------------------------------- | -------------------------------------------------------------------------- | --------------------------------------------------------------------- | ------- |
| 11. 12. 2011                       | Hochfilzen, Rakousko  | Štafeta    | Norsko Rune Bratsveen Lars Berger Emil Hegle Svendsen Tarjei Bø           | Rusko Anton Šipulin Andrej Makovjev Jevgenij Usťugov Dmitrij Malyško      | Francie Vincent Jay Simon Fourcade Alexis Bœuf Martin Fourcade             | 7. místo Zdeněk Vítek Jaroslav Soukup Ondřej Moravec Michal Šlesingr  |         |
| 5. 1. 2012                         | Oberhof, Německo      | Štafeta    | Itálie Christian De Lorenzi Markus Windisch Dominik Windisch Lukas Hofer  | Rusko Anton Šipulin Jevgenij Garaničev Jevgenij Usťugov Alexej Volkov     | Švédsko Tobias Arwidson Björn Ferry Fredrik Lindström Carl Johan Bergman   | 9. místo Zdeněk Vítek Jaroslav Soukup Ondřej Moravec Michal Šlesingr  |         |
| 22. 1. 2012                        | Rasen-Antholz, Itálie | Štafeta    | Francie Jean-Guillaume Béatrix Simon Fourcade Alexis Bœuf Martin Fourcade | Německo Michael Rösch Andreas Birnbacher Florian Graf Arnd Peiffer        | Rakousko Simon Eder Tobias Eberhard Daniel Mesotitsch Dominik Landertinger | 14. místo Zdeněk Vítek Jaroslav Soukup Ondřej Moravec Michal Šlesingr |         |
| Mistrovství světa (1. 3. – 11. 3.) |                       |            |                                                                           |                                                                           |                                                                            |                                                                       |         |
| 9. 3. 2012                         | Ruhpolding, Německo   | Štafeta    | Norsko Ole Einar Bjørndalen Rune Brattsveen Tarjei Bø Emil Hegle Svendsen | Francie Jean-Guillaume Béatrix Simon Fourcade Alexis Bœuf Martin Fourcade | Německo Simon Schempp Andreas Birnbacher Michael Greis Arnd Peiffer        | 9. místo Michal Šlesingr Zdeněk Vítek Jaroslav Soukup Ondřej Moravec  |         |
| Konec Mistrovství světa            |                       |            |                                                                           |                                                                           |                                                                            |                                                                       |         |

### Ženy

#### Individuální závody
| Datum konání                                             | Místo konání           | Disciplína                | Vítěz               | Druhé místo           | Třetí místo           | Česká účast                                                                           | Detaily |
| -------------------------------------------------------- | ---------------------- | ------------------------- | ------------------- | --------------------- | --------------------- | ------------------------------------------------------------------------------------- | ------- |
| 1. 12. 2011                                              | Östersund, Švédsko     | Vytrvalostní závod        | Darja Domračevová   | Anna Maria Nilssonová | Magdalena Neunerová   | 59. Barbora Tomešová 75. Lea Johanidesová 76. Veronika Zvařičová                      |         |
| 3. 12. 2011                                              | Östersund, Švédsko     | Sprint                    | Magdalena Neunerová | Tora Bergerová        | Kaisa Mäkäräinenová   | 59. Barbora Tomešová 88. Lea Johanidesová 94. Veronika Zvařičová                      |         |
| 4. 12. 2011                                              | Östersund, Švédsko     | Stíhací závod             | Tora Bergerová      | Kaisa Mäkäräinenová   | Magdalena Neunerová   | 56. Barbora Tomešová                                                                  |         |
| 9. 12. 2011                                              | Hochfilzen, Rakousko   | Sprint                    | Magdalena Neunerová | Kaisa Mäkäräinenová   | Olga Zajcevová        | 23. Veronika Vítková 52. Barbora Tomešová 84. Lea Johanidesová                        |         |
| 10. 12. 2011                                             | Hochfilzen, Rakousko   | Stíhací závod             | Darja Domračevová   | Olga Zajcevová        | Magdalena Neunerová   | 19. Veronika Vítková 45. Barbora Tomešová                                             |         |
| 16. 12. 2011                                             | Hochfilzen, Rakousko   | Sprint                    | Olga Zajcevová      | Darja Domračevová     | Helena Ekholmová      | 44. Veronika Vítková 74. Veronika Zvařičová 85. Barbora Tomešová                      |         |
| 17. 12. 2011                                             | Hochfilzen, Rakousko   | Stíhací závod             | Olga Zajcevová      | Helena Ekholmová      | Darja Domračevová     | 43. Veronika Vítková                                                                  |         |
| 6. 1. 2012                                               | Oberhof, Německo       | Sprint                    | Magdalena Neunerová | Darja Domračevová     | Olga Zajcevová        | 27. Veronika Vítková 67. Lea Johanidesová 83. Barbora Tomešová                        |         |
| 8. 1. 2012                                               | Oberhof, Německo       | Závod s hromadným startem | Magdalena Neunerová | Tora Bergerová        | Andrea Henkelová      |                                                                                       |         |
| 11. 1. 2012                                              | Nové Město, Česko      | Vytrvalostní závod        | Kaisa Mäkäräinenová | Helena Ekholmová      | Magdalena Neunerová   | 53. Barbora Tomešová 68. Veronika Vítková 75. Lea Johanidesová 83. Gabriela Soukalová |         |
| 13. 1. 2012                                              | Nové Město, Česko      | Sprint                    | Olga Zajcevová      | Tora Bergerová        | Magdalena Neunerová   | 13. Veronika Vítková 43. Gabriela Soukalová 72. Lea Johanidesová 77. Barbora Tomešová |         |
| 15. 1. 2012                                              | Nové Město, Česko      | Stíhací závod             | Tora Bergerová      | Helena Ekholmová      | Marie-Laure Brunetová | 21. Veronika Vítková 37. Gabriela Soukalová                                           |         |
| 19. 1. 2012                                              | Rasen-Antholz, Itálie  | Sprint                    | Magdalena Neunerová | Kaisa Mäkäräinenová   | Darja Domračevová     | 34. Veronika Vítková 53. Gabriela Soukalová 66. Barbora Tomešová 92. Lea Johanidesová |         |
| 22. 1. 2012                                              | Rasen-Antholz, Itálie  | Závod s hromadným startem | Darja Domračevová   | Anastasia Kuzminová   | Magdalena Neunerová   |                                                                                       |         |
| 2. 2. 2012                                               | Oslo, Norsko           | Sprint                    | Magdalena Neunerová | Darja Domračevová     | Tora Bergerová        | 11. Veronika Vítková 71. Jitka Landová                                                |         |
| 4. 2. 2012                                               | Oslo, Norsko           | Stíhací závod             | Magdalena Neunerová | Olga Zajcevová        | Darja Domračevová     | 9. Veronika Vítková                                                                   |         |
| 5. 2. 2012                                               | Oslo, Norsko           | Závod s hromadným startem | Andrea Henkelová    | Darja Domračevová     | Teja Gregorinová      | 14. Veronika Vítková                                                                  |         |
| 11. 2. 2012                                              | Kontiolahti, Finsko    | Sprint                    | Magdalena Neunerová | Kaisa Mäkäräinenová   | Darja Domračevová     | 53. Barbora Tomešová 68. Veronika Zvařičová 74. Jitka Landová                         |         |
| 12. 2. 2012                                              | Kontiolahti, Finsko    | Stíhací závod             | Kaisa Mäkäräinenová | Magdalena Neunerová   | Darja Domračevová     |                                                                                       |         |
| Mistrovství světa (1. 3. – 11. 3.) – započítává se do SP |                        |                           |                     |                       |                       |                                                                                       |         |
| 3. 3. 2012                                               | Ruhpolding, Německo    | Sprint                    | Magdalena Neunerová | Darja Domračevová     | Vita Semerenková      | 25. Veronika Vítková 70. Veronika Zvařičová 73. Jitka Landová 85. Barbora Tomešová    |         |
| 4. 3. 2012                                               | Ruhpolding, Německo    | Stíhací závod             | Darja Domračevová   | Magdalena Neunerová   | Olga Viluchinová      | 18. Veronika Vítková                                                                  |         |
| 7. 3. 2012                                               | Ruhpolding, Německo    | Vytrvalostní závod        | Tora Bergerová      | Marie-Laure Brunetová | Helena Ekholmová      | 15. Veronika Vítková 52. Veronika Zvařičová 82. Jitka Landová 83. Barbora Tomešová    |         |
| 11. 3. 2012                                              | Ruhpolding, Německo    | Závod s hromadným startem | Tora Bergerová      | Marie-Laure Brunetová | Kaisa Mäkäräinenová   | 14. Veronika Vítková                                                                  |         |
| Konec Mistrovství světa                                  |                        |                           |                     |                       |                       |                                                                                       |         |
| 16. 3. 2012                                              | Chanty-Mansijsk, Rusko | Sprint                    | Magdalena Neunerová | Vita Semerenková      | Darja Domračevová     | 21. Veronika Vítková                                                                  |         |
| 17. 3. 2012                                              | Chanty-Mansijsk, Rusko | Stíhací závod             | Darja Domračevová}  | Kaisa Mäkäräinenová   | Vita Semerenková      | 39. Veronika Vítková                                                                  |         |
| 18. 3. 2012                                              | Chanty-Mansijsk, Rusko | Závod s hromadným startem | Darja Domračevová   | Tora Bergerová        | Kaisa Mäkäräinenová   | 17. Veronika Vítková                                                                  |         |

#### Závody štafet
| Datum konání                                             | Místo konání          | Disciplína | Vítěz                                                                                     | Druhé místo                                                                               | Třetí místo                                                                             | Česká účast                                                                     | Detaily |
| -------------------------------------------------------- | --------------------- | ---------- | ----------------------------------------------------------------------------------------- | ----------------------------------------------------------------------------------------- | --------------------------------------------------------------------------------------- | ------------------------------------------------------------------------------- | ------- |
| 11. 12. 2011                                             | Hochfilzen, Rakousko  | Štafeta    | Norsko Fanny Hornová Birkelandová Elise Ringenová Synnøve Solemdalová Tora Bergerová      | Francie Marie-Laure Brunetová Anaïs Bescondová Sophie Boilleyová Marie Dorinová Habertová | Rusko Světlana Slepcovová Natalia Sorokinová Anna Bogaliyová-Titovetsová Olga Zajcevová | 10. místo Veronika Vítková Gabriela Soukalová Barbora Tomešová Lea Johanidesová |         |
| 4. 1. 2012                                               | Oberhof, Německo      | Štafeta    | Rusko Anna Bogaliyová-Titovetsová Světlana Slepcovová Olga Zajcevová Olga Viljuchinová    | Norsko Fanny Hornová Birkelandová Elise Ringenová Synnøve Solemdalová Tora Bergerová      | Francie Marie Dorinová Habertová Anaïs Bescondová Marine Bollietová Sophie Boilleyová   | 11. místo Veronika Vítková Barbora Tomešová Eva Puskarčíková Lea Johanidesová   |         |
| 21. 1. 2012                                              | Rasen-Antholz, Itálie | Štafeta    | Francie Marie-Laure Brunetová Sophie Boilleyová Anaïs Bescondová Marie Dorinová Habertová | Bělorusko Naděžda Skardinová Ludmila Kalinčiková Nastassia Dubarezavová Darja Domračevová | Rusko Jekaterina Glazyrinová Světlana Slepcovová Olga Zajcevová Olga Viljuchinová       | 11. místo Veronika Vítková Gabriela Soukalová Barbora Tomešová Lea Johanidesová |         |
| Mistrovství světa (1. 3. – 11. 3.) – započítává se do SP |                       |            |                                                                                           |                                                                                           |                                                                                         |                                                                                 |         |
| 10. 3. 2012                                              | Ruhpolding, Německo   | Štafeta    | Německo Tina Bachmanová Magdalena Neunerová Miriam Gössnerová Andrea Henkelová            | Francie Marie-Laure Brunetová Sophie Boilleyová Anaïs Bescondová Marie Dorinová Habertová | Norsko Fanny Hornová Birkelandová Elise Ringenová Synnøve Solemdalová Tora Bergerová    | 10. místo Veronika Vítková Barbora Tomešová Veronika Zvařičová Jitka Landová    |         |
| Konec Mistrovství světa                                  |                       |            |                                                                                           |                                                                                           |                                                                                         |                                                                                 |         |

### Smíšené štafety
| Datum konání                                             | Místo konání         | Disciplína | Vítěz                                                                              | Druhé místo                                                                  | Třetí místo                                                                   | Česká účast                                                                  | Detaily |
| -------------------------------------------------------- | -------------------- | ---------- | ---------------------------------------------------------------------------------- | ---------------------------------------------------------------------------- | ----------------------------------------------------------------------------- | ---------------------------------------------------------------------------- | ------- |
| 18. 12. 2011                                             | Hochfilzen, Rakousko | Štafeta    | Rusko Olga Viljuchinová Olga Zajcevová Alexej Volkov Anton Šipulin                 | Česko Veronika Vítková Gabriela Soukalová Ondřej Moravec Michal Šlesingr     | Francie Marie Dorinová Habertová Sophie Boilleyová Alexis Bœuf Simon Fourcade | 2. místo Veronika Vítková Gabriela Soukalová Ondřej Moravec Michal Šlesingr  |         |
| 10. 2. 2012                                              | Kontiolahti, Finsko  | Štafeta    | Francie Sophie Boilleyová Anaïs Bescondová Jean-Guillaume Béatrix Vincent Jay      | Ukrajina Natalija Burdygová Olena Pidrušnová Andrij Deryzemlja Sergej Sedněv | Slovensko Jana Gereková Anastasia Kuzminová Matej Kazár Miroslav Matiaško     | nedokončeno Veronika Zvařičová Barbora Tomešová Michal Krčmář Lukáš Kristejn |         |
| Mistrovství světa (1. 3. – 11. 3.) – započítává se do SP |                      |            |                                                                                    |                                                                              |                                                                               |                                                                              |         |
| 1. 3. 2012                                               | Ruhpolding, Německo  | Štafeta    | Norsko Tora Bergerová Synnøve Solemdalová Ole Einar Bjørndalen Emil Hegle Svendsen | Slovinsko Andreja Maliová Teja Gregorinová Klemen Bauer Jakov Fak            | Německo Andrea Henkelová Magdalena Neunerová Andreas Birnbacher Arnd Peiffer  | 8. místo Veronika Vítková Barbora Tomešová Ondřej Moravec Michal Šlesingr    |         |
| Konec Mistrovství světa                                  |                      |            |                                                                                    |                                                                              |                                                                               |                                                                              |         |

## Průběžné pořadí

### Muži

#### Celkově
| Pořadí |                     | Body |
| ------ | ------------------- | ---- |
| 1.     | Martin Fourcade     | 774  |
| 2.     | Emil Hegle Svendsen | 753  |
| 3.     | Andreas Birnbacher  | 607  |
| 4.     | Simon Fourcade      | 530  |
| 5.     | Benjamin Weger      | 506  |
| 15.    | Michal Šlesingr     | 413  |
| 24.    | Jaroslav Soukup     | 270  |
| 42.    | Ondřej Moravec      | 133  |
| 58.    | Tomáš Holubec       | 56   |
| 64.    | Zdeněk Vítek        | 39   |

Kompletní pořadí na stránkách IBU. Archivováno 2. 12. 2011 na Wayback Machine.

#### Sprinty
| Pořadí |                     | Body |
| ------ | ------------------- | ---- |
| 1.     | Martin Fourcade     | 303  |
| 2.     | Emil Hegle Svendsen | 284  |
| 3.     | Andrej Makovjev     | 230  |
| 4.     | Jevgenij Usťugov    | 218  |
| 5.     | Benjamin Weger      | 213  |
| 12.    | Michal Šlesingr     | 180  |
| 37.    | Ondřej Moravec      | 70   |
| 39.    | Jaroslav Soukup     | 64   |
| 56.    | Tomáš Holubec       | 32   |
| 59.    | Zdeněk Vítek        | 30   |

Kompletní pořadí na stránkách IBU. Archivováno 18. 12. 2011 na Wayback Machine.

#### Stíhací závody
| Pořadí |                      | Body |
| ------ | -------------------- | ---- |
| 1.     | Martin Fourcade      | 264  |
| 2.     | Emil Hegle Svendsen  | 260  |
| 3.     | Ole Einar Bjørndalen | 225  |
| 4.     | Benjamin Weger       | 205  |
| 5.     | Andreas Birnbacher   | 183  |
| 20.    | Michal Šlesingr      | 100  |
| 26.    | Jaroslav Soukup      | 80   |
| 42.    | Ondřej Moravec       | 42   |
| 66.    | Zdeněk Vítek         | 9    |
| 75.    | Tomáš Holubec        | 6    |

Kompletní pořadí na stránkách IBU. Archivováno 18. 12. 2011 na Wayback Machine.

#### Vytrvalostní závody
| Pořadí |                     | Body |
| ------ | ------------------- | ---- |
| 1.     | Martin Fourcade     | 91   |
| 2.     | Andrej Makovjev     | 81   |
| 3.     | Emil Hegle Svendsen | 74   |
| 4.     | Simon Fourcade      | 71   |
| 5.     | Daniel Mesotitsch   | 69   |
| 9.     | Michal Šlesingr     | 54   |
| 11.    | Jaroslav Soukup     | 51   |
| 34.    | Ondřej Moravec      | 21   |
| 38.    | Tomáš Holubec       | 18   |

Kompletní pořadí na stránkách IBU. Archivováno 2. 12. 2011 na Wayback Machine.

#### Závody s hromadným startem
| Pořadí |                     | Body |
| ------ | ------------------- | ---- |
| 1.     | Andreas Birnbacher  | 174  |
| 2.     | Emil Hegle Svendsen | 135  |
| 3.     | Martin Fourcade     | 116  |
| 4.     | Anton Šipulin       | 112  |
| 5.     | Jakov Fak           | 111  |
| 10.    | Michal Šlesingr     | 79   |
| 13.    | Jaroslav Soukup     | 75   |

Kompletní pořadí na stránkách IBU. Archivováno 28. 3. 2012 na Wayback Machine.

#### Štafety
| Pořadí |         | Body |
| ------ | ------- | ---- |
| 1.     | Rusko   | 151  |
| 2.     | Francie | 144  |
| 3.     | Německo | 135  |
| 4.     | Švédsko | 131  |
| 5.     | Norsko  | 130  |
| 11.    | Česko   | 95   |

Kompletní pořadí na stránkách IBU. Archivováno 12. 1. 2012 na Wayback Machine.

### Ženy

#### Celkově
| Pořadí |                     | Body |
| ------ | ------------------- | ---- |
| 1.     | Magdalena Neunerová | 930  |
| 2.     | Darja Domračevová   | 891  |
| 3.     | Kaisa Mäkäräinenová | 793  |
| 4.     | Olga Zajcevová      | 758  |
| 5.     | Tora Bergerová      | 752  |
| 29.    | Veronika Vítková    | 198  |
| 83.    | Gabriela Soukalová  | 4    |

Kompletní pořadí na stránkách IBU. Archivováno 18. 12. 2011 na Wayback Machine.

#### Sprinty
| Pořadí |                     | Body |
| ------ | ------------------- | ---- |
| 1.     | Magdalena Neunerová | 451  |
| 2.     | Darja Domračevová   | 369  |
| 3.     | Kaisa Mäkäräinenová | 344  |
| 4.     | Olga Zajcevová      | 309  |
| 5.     | Tora Bergerová      | 299  |
| 27.    | Veronika Vítková    | 97   |

Kompletní pořadí na stránkách IBU. Archivováno 18. 12. 2011 na Wayback Machine.

#### Stíhací závody
| Pořadí |                     | Body |
| ------ | ------------------- | ---- |
| 1.     | Tora Bergerová      | 278  |
| 2.     | Olga Zajcevová      | 277  |
| 3.     | Magdalena Neunerová | 275  |
| 4.     | Darja Domračevová   | 272  |
| 5.     | Kaisa Mäkäräinenová | 255  |
| 26.    | Veronika Vítková    | 74   |
| 68.    | Gabriela Soukalová  | 4    |

Kompletní pořadí na stránkách IBU. Archivováno 18. 12. 2011 na Wayback Machine.

#### Vytrvalostní závody
| Pořadí |                       | Body |
| ------ | --------------------- | ---- |
| 1.     | Kaisa Mäkäräinenová   | 103  |
| 2.     | Darja Domračevová     | 100  |
| 3.     | Magdalena Neunerová   | 96   |
| 4.     | Helena Ekholmová      | 90   |
| 5.     | Anna Maria Nilssonová | 78   |

Kompletní pořadí na stránkách IBU. Archivováno 18. 12. 2011 na Wayback Machine.

#### Závody s hromadným startem
| Pořadí |                     | Body |
| ------ | ------------------- | ---- |
| 1.     | Darja Domračevová   | 150  |
| 2.     | Andrea Henkelová    | 136  |
| 3.     | Tora Bergerová      | 127  |
| 4.     | Helena Ekholmová    | 117  |
| 5.     | Magdalena Neunerová | 108  |
| 28.    | Veronika Vítková    | 27   |

Kompletní pořadí na stránkách IBU. Archivováno 27. 1. 2012 na Wayback Machine.

#### Štafety
| Pořadí |           | Body |
| ------ | --------- | ---- |
| 1.     | Francie   | 162  |
| 2.     | Norsko    | 157  |
| 3.     | Rusko     | 156  |
| 4.     | Bělorusko | 134  |
| 5.     | Německo   | 119  |
| 11.    | Česko     | 91   |

Kompletní pořadí na stránkách IBU. Archivováno 12. 1. 2012 na Wayback Machine.

### Smíšené štafety
| Pořadí |          | Body |
| ------ | -------- | ---- |
| 1.     | Rusko    | 143  |
| 2.     | Francie  | 138  |
| 3.     | Německo  | 128  |
| 4.     | Ukrajina | 115  |
| 5.     | Švédsko  | 114  |
| 7.     | Česko    | 112  |

Kompletní pořadí na stránkách IBU. Archivováno 24. 3. 2012 na Wayback Machine.